# Drogue végétale

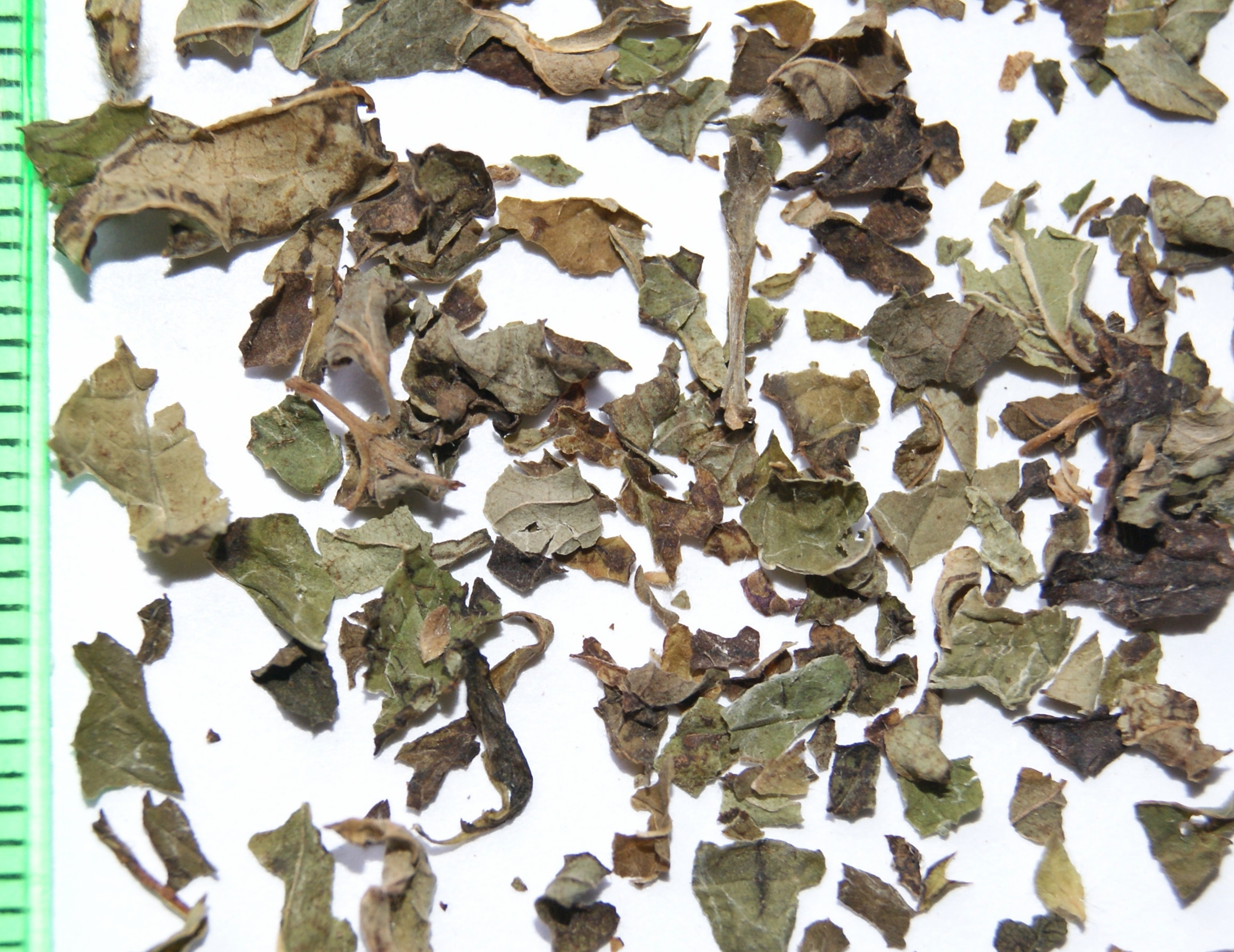
Exemple de drogue végétale : Melissae folium (feuille de Mélisse).

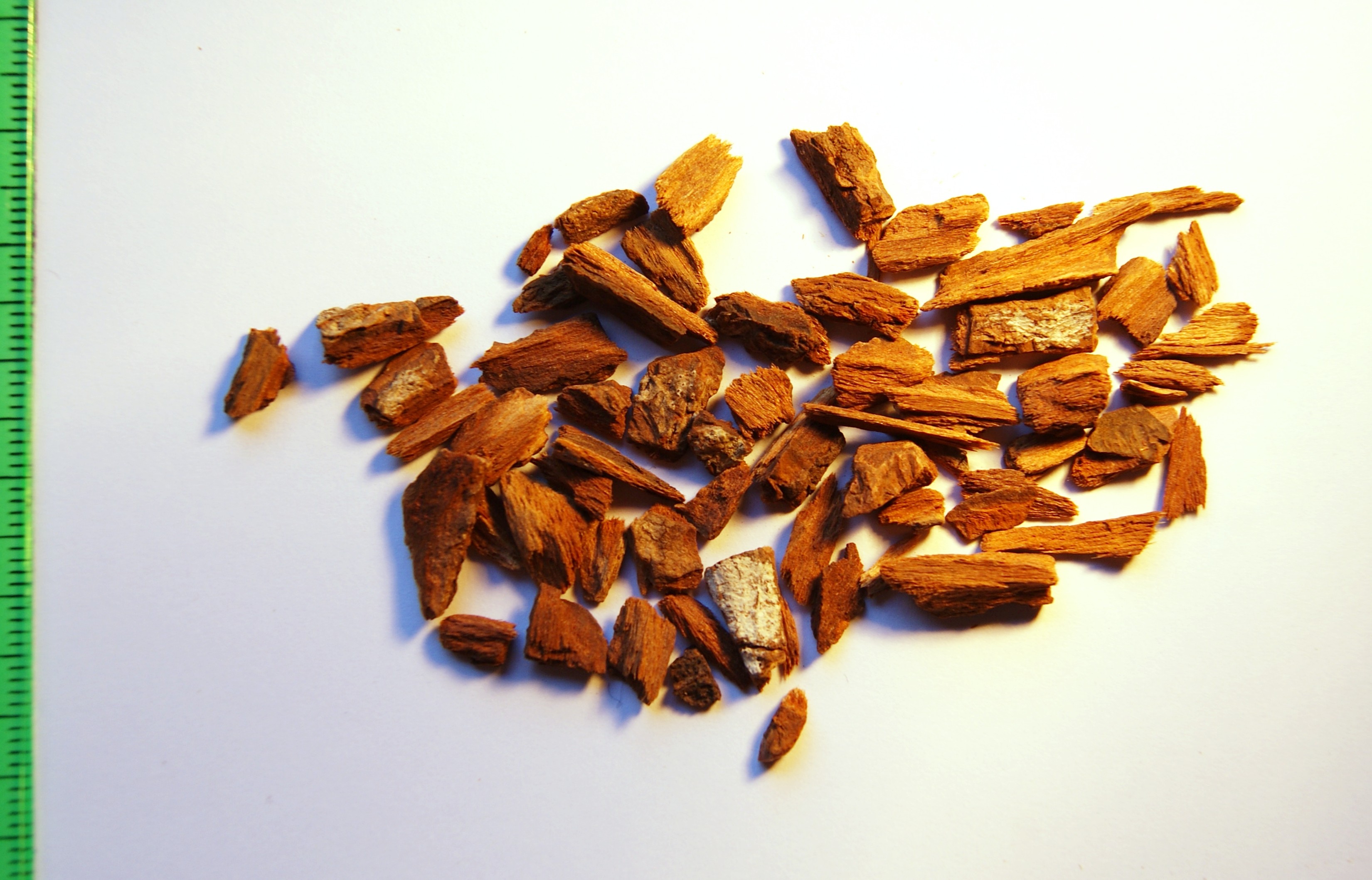
Exemple de drogue végétale : Cinchonae cortex (écorce de Quinquina).

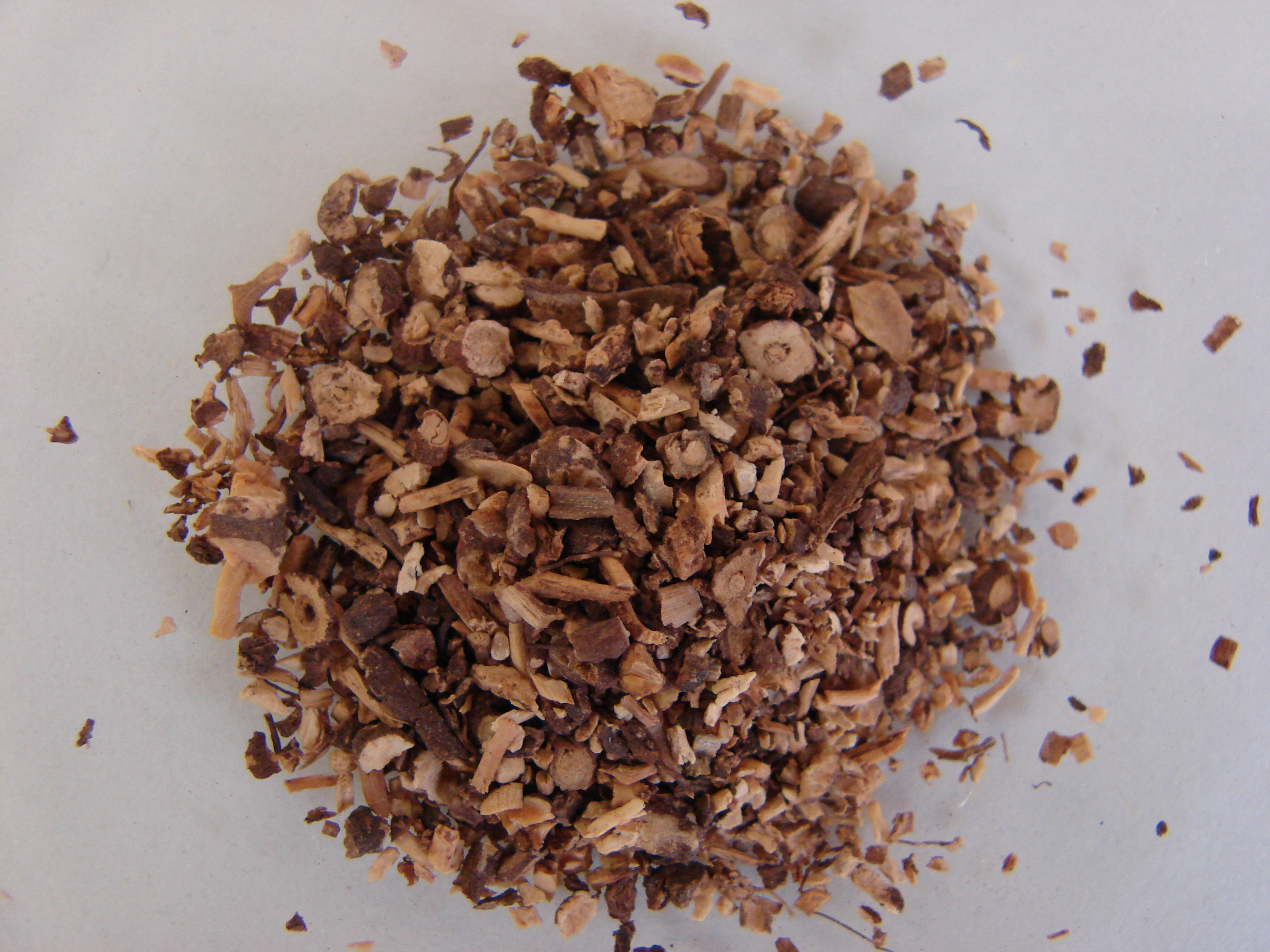
Exemple de drogue végétale : Ipacacuanhae radix (racine d'Ipéca).

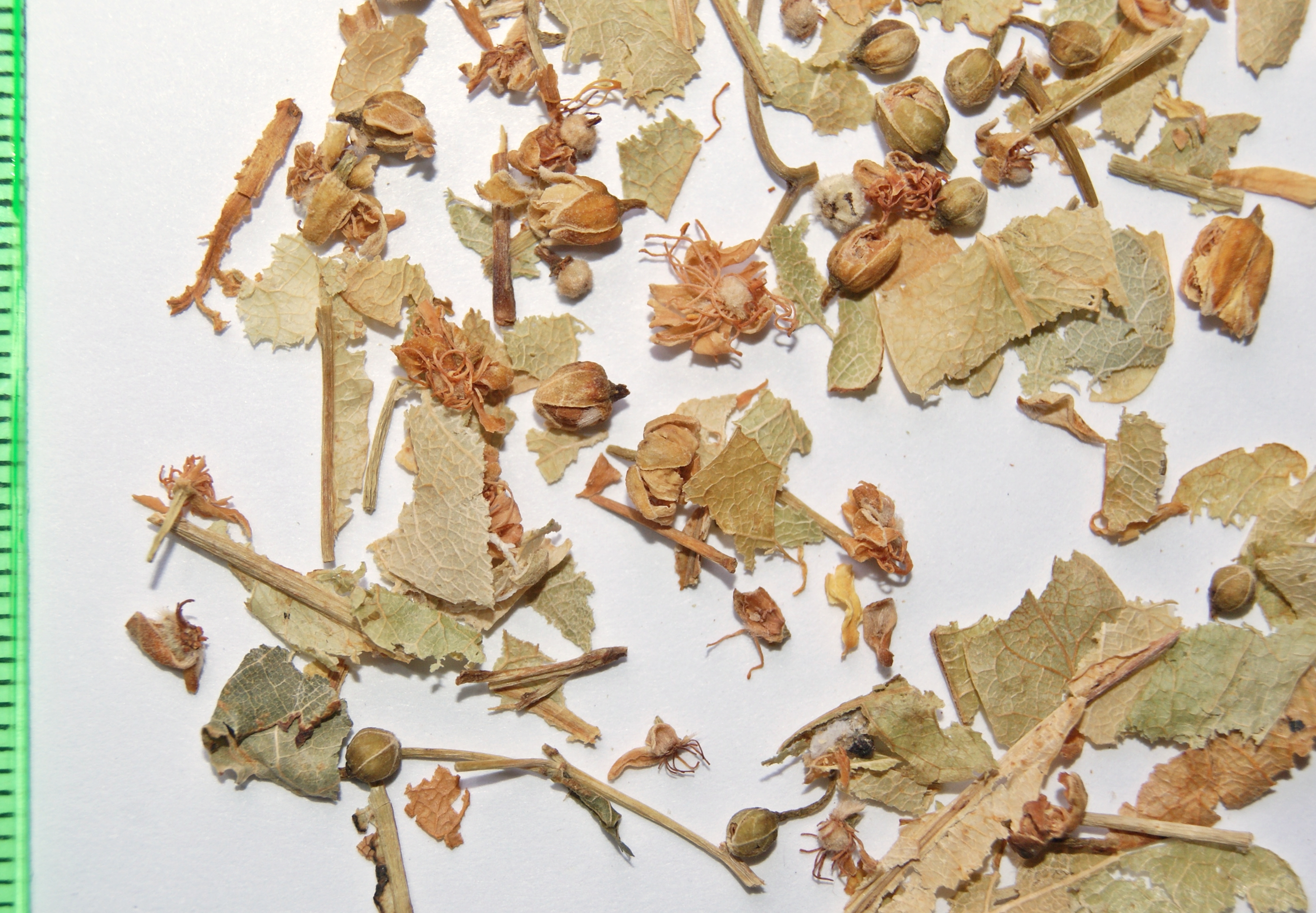
Exemple de drogue végétale : Tiliae flos (fleur de tilleul).

Les drogues végétales sont utilisées dans un but thérapeutique et sont essentiellement des plantes ou des parties de plantes (voire des algues, des champignons ou des lichens). Les plantes ou parties de plantes sont utilisées entières ou fragmentées, le plus souvent après avoir été séchées, plus rarement à l'état frais.
Certains exsudats (gomme, latex, résine, suc, goudron, etc.) n'ayant pas subi de traitements spécifiques sont également considérés comme des drogues végétales.
Les drogues végétales peuvent être utilisées en l'état (exemple des plantes médicinales employées pour la préparation des tisanes) ou comme matière première pour la préparation d'extraits ou l'obtention de molécules ayant un intérêt dans le domaine pharmaceutique (extraction de molécules pharmacologiquement actives ou de précurseurs chimiques).
La notion de « drogue végétale » n'a aucune connotation avec les substances psychotropes, appelées « drogues ». 

## Nomenclature
Les drogues végétales sont désignées par des noms latins constitués à partir du nom scientifique de la plante. Ces noms se composent du nom générique ou de l'épithète spécifique (au génitif) de la plante suivi du nom de l'organe utilisé (au nominatif singulier).
Exemple : Belladonnae radix, Uvae ursi folium. Cependant, de nombreuses drogues végétales possèdent un nom d'usage bien établi en français.

## Identification et qualité
Différentes méthodes de contrôle permettent d'identifier la plante constituant une drogue végétale et de détecter d'éventuelles adultérations ou falsifications. Il s'agit de contrôles, : 
- botaniques : étude des propriétés organoleptiques, descriptions macroscopique et microscopique,
- chimiques : réactions d'identification colorée ou de précipitation, chromatographie,
- de recherche des impuretés (contaminations microbiennes, mycotoxines (aflatoxines, ochratoxines, etc.), résidus phytosanitaires, métaux lourds (plomb, cadmium, mercure, etc.), radioactivité.